# Akin Famewo
Akinlolu Richard Olamide Famewo (Londra, 9 novembre 1998) è un calciatore inglese, difensore dell'Hull City.

## Caratteristiche tecniche
È un difensore centrale che può agire anche sulla fascia sinistra.

## Carriera
Cresciuto nel settore giovanile del Luton Town, ha firmato il suo primo contratto professionistico il 18 luglio 2016 ed ha debuttato in prima squadra, militante nella quarta divisione inglese, il 16 agosto successivo nell'incontro di campionato vinto 2-1 contro il Newport County; conclude la sua prima stagione con gli Hatters con 3 presenze in campionato e 3 presenze nel Football League Trophy. Nella stagione 2017-2018, invece, gioca altre 5 partite nel Football League Trophy e 3 partite in campionato, competizione che il suo club conclude al secondo posto in classifica e di conseguenza con una promozione in terza divisione. Nell'estate del 2018 viene poi ceduto in prestito al Grimsby Town, nuovamente in quarta divisione.
Il 29 gennaio 2019, dopo aver giocato con discreta continuità (12 presenze tra tutte le competizioni ufficiali) con i Mariners, il prestito è stato interrotto per via della sua cessione al Norwich City, club di seconda divisione, che lo ha assegnato alla propria formazione Under-23; dopo una stagione trascorsa nelle giovanili dei Canaries (nel frattempo promossi in prima divisione), l'8 gennaio 2020 è stato ceduto in prestito al St. Mirren, club della prima divisione scozzese, con cui prima dell'interruzione del campionato per via della pandemia di Covid-19 ha giocato 9 partite (più ulteriori 4 incontri in Coppa di Scozia).
Rientrato al club gialloverde, il 26 luglio 2020, nelle battute finali della Premier League 2019-2020 (disputate in estate per via della pandemia) ha debuttato in prima squadra nell'incontro perso 5-0 contro il Manchester City. Successivamente per la stagione 2020-2021 è passato in prestito in terza divisione ai londinesi del Charlton, trasferimento successivamente esteso anche alla stagione 2021-2022: nell'arco di due stagioni ha totalizzato 62 presenze ed una rete (la sua prima in carriera in competizioni professionistiche) con la maglia degli Addicks tra tutte le competizioni ufficiali.
Il 6 luglio 2022 è stato acquistato dallo Sheffield Weds, nuovamente in terza divisione, dove ha saltato la prima metà di stagione a causa di un infortunio, per poi imporsi come titolare una volta ripresosi, contribuendo con una rete in 17 presenze alla conquista di una promozione in seconda divisione, categoria in cui nella stagione 2023-2024 gioca poi 35 partite, seguite da ulteriori 13 presenze nel corso della stagione 2024-2025, la sua terza ed ultima con gli Owls: il 29 luglio 2025 è infatti stato ceduto a titolo definitivo all'Hull City, altro club di seconda divisione.

## Statistiche

### Presenze e reti nei club
Statistiche aggiornate al 17 agosto 2025.
| Stagione              | Squadra               | Campionato            | Campionato | Campionato | Coppe nazionali | Coppe nazionali | Coppe nazionali | Coppe continentali | Coppe continentali | Coppe continentali | Altre coppe | Altre coppe | Altre coppe | Totale | Totale | Totale |
| Stagione              | Squadra               | Comp                  | Pres       | Reti       | Comp            | Pres            | Reti            | Comp               | Pres               | Reti               | Comp        | Pres        | Reti        | Pres   | Reti   |        |
| --------------------- | --------------------- | --------------------- | ---------- | ---------- | --------------- | --------------- | --------------- | ------------------ | ------------------ | ------------------ | ----------- | ----------- | ----------- | ------ | ------ | ------ |
| 2016-2017             | Luton Town            | FL2                   | 3          | 0          | FACup+CdL       | 0               | 0               | -                  | -                  | -                  | FLT         | 3           | 0           | 6      | 0      |        |
| 2017-2018             | Luton Town            | FL2                   | 3          | 0          | FACup+CdL       | 0               | 0               | -                  | -                  | -                  | FLT         | 5           | 0           | 8      | 0      |        |
| Totale Luton Town     | Totale Luton Town     | Totale Luton Town     | 6          | 0          |                 | 0               | 0               |                    | -                  | -                  |             | 8           | 0           | 14     | 0      |        |
| 2018-gen. 2019        | Grimsby Town          | FL2                   | 10         | 0          | FACup+CdL       | 1+0             | 0               | -                  | -                  | -                  | FLT         | 1           | 0           | 12     | 0      |        |
| gen.-lug. 2020        | St. Mirren            | SP                    | 9          | 0          | CS+CdL          | 4+0             | 0               | -                  | -                  | -                  | -           | -           | -           | 13     | 0      |        |
| lug. 2020             | Norwich City          | PL                    | 1          | 0          | FACup+CdL       | 0               | 0               | -                  | -                  | -                  | -           | -           | -           | 1      | 0      |        |
| 2020-2021             | Charlton              | FL1                   | 22         | 0          | FACup+CdL       | 2+0             | 0               | -                  | -                  | -                  | FLT         | 1           | 0           | 25     | 0      |        |
| 2021-2022             | Charlton              | FL1                   | 37         | 1          | FACup+CdL       | 0               | 0               | -                  | -                  | -                  | FLT         | 0           | 0           | 37     | 1      |        |
| Totale Charlton       | Totale Charlton       | Totale Charlton       | 59         | 1          |                 | 2               | 0               |                    | -                  | -                  |             | 1           | 0           | 62     | 1      |        |
| 2022-2023             | Sheffield Weds        | FL1                   | 17         | 1          | FACup+CdL       | 2+0             | 0               | -                  | -                  | -                  | FLT         | 0           | 0           | 19     | 1      |        |
| 2023-2024             | Sheffield Weds        | FLC                   | 35         | 0          | FACup+CdL       | 3+1             | 0               | -                  | -                  | -                  | -           | -           | -           | 39     | 0      |        |
| 2024-2025             | Sheffield Weds        | FLC                   | 13         | 0          | FACup+CdL       | 0+2             | 0               | -                  | -                  | -                  | -           | -           | -           | 15     | 0      |        |
| Totale Sheffield Weds | Totale Sheffield Weds | Totale Sheffield Weds | 65         | 1          |                 | 8               | 0               |                    | -                  | -                  |             | 0           | 0           | 73     | 1      |        |
| 2025-2026             | Hull City             | FLC                   | 1          | 0          | FACup+CdL       | 0+1             | 0               | -                  | -                  | -                  | -           | -           | -           | 2      | 0      |        |
| Totale carriera       | Totale carriera       | Totale carriera       | 151        | 2          |                 | 16              | 0               |                    | -                  | -                  |             | 10          | 0           | 177    | 2      |        |